# Not Like Us
"Not Like Us" (tạm dịch: Không giống chúng tôi) là một bài hát công kích được viết và thu âm bởi rapper người Mỹ Kendrick Lamar do Interscope Records phát hành vào ngày 4 tháng 5 năm 2024, giữa lúc cuộc tranh cãi với nam rapper người Canada Drake đã lên đến đỉnh điểm. Đây là ca khúc thứ năm trong loạt diss track mà Lamar nhắm vào Drake, ra mắt chưa đầy 20 giờ sau đĩa đơn trước đó, "Meet the Grahams". Được Mustard đảm nhiệm vai trò sản xuất chủ đạo, cùng với sự hỗ trợ từ Sounwave và Sean Momberger, ca khúc mang âm hưởng hyphy đặc trưng của dòng nhạc hip-hop Bờ Tây, pha trộn với những bassline nổi bật, bộ dây synth sôi nổi và tiếng búng tay bắt tai. Về mặt ca từ, bài hát tiếp tục khai thác chủ đề từ "Meet the Grahams" bằng cách đẩy mạnh các cáo buộc Drake liên quan đến ấu dâm và hành vi quấy rối tình dục, đồng thời chỉ trích bản thể văn hóa cùng mối quan hệ của anh với các nghệ sĩ tại Atlanta, Georgia.
"Not Like Us" đã nhận được sự ca ngợi rộng rãi từ cả giới phê bình âm nhạc lẫn người hâm mộ, nhiều người tin rằng bài hát đã khẳng định chiến thắng tuyệt đối của Lamar trong màn đối đầu. "Not Like Us" được coi là diss track xuất sắc nhất trong loạt tranh chấp này, đồng thời lọt vào danh sách những bài diss vĩ đại nhất lịch sử hip-hop. Bài hát đã khơi mào những cuộc tranh luận về chủng tộc và chiếm đoạt văn hóa, đồng thời được coi như bài ca chính thức của vùng bờ Tây nước Mỹ, tạo sức ảnh hưởng rộng rãi đến nhiều lĩnh vực trong văn hóa đại chúng. "Not Like Us" đã phá vỡ hàng loạt kỷ lục trên nền tảng phát trực tuyến Spotify và trở thành ca khúc quán quân thứ tư của Lamar trên bảng xếp hạng Billboard Hot 100 của Mỹ. Đây cũng là bài hát giữ ngôi quán quân lâu nhất trên các bảng xếp hạng Hot Rap Songs và Hot R&B/Hip-Hop Songs, đồng thời lọt vào top 20 tại Úc, Canada và nhiều quốc gia châu Âu.
Lamar lần đầu trình diễn "Not Like Us" trong buổi hòa nhạc The Pop Out: Ken & Friends, nơi anh phát liên tiếp ca khúc này năm lần. Bài hát đi kèm với video âm nhạc do Dave Free và chính Lamar đạo diễn đã được phát hành đúng Ngày Độc lập Hoa Kỳ. "Not Like Us" trở thành bài hát đạt nhiều giải Grammy nhất lịch sử khi đã đạt năm hạng mục tại lễ trao giải lần thứ 67: Thu âm của năm, Bài hát của năm, Trình diễn hát rap xuất sắc nhất, Bài hát rap xuất sắc nhất và Video âm nhạc xuất sắc nhất. Lamar là rapper thứ hai giành chiến thắng ở cả hai hạng mục đầu tiên và danh giá nhất, chỉ đứng sau Childish Gambino với "This is America" (2019).

## Bối cảnh và phát hành
Rapper người Mỹ Kendrick Lamar và rapper người Canada Drake đã tham gia vào cuộc tranh chấp rap kể từ tháng 8 năm 2013. Căng thẳng dần leo tháng vào tháng 3 năm 2024, sau khi Lamar bất ngờ xuất hiện trong ca khúc "Like That" của Future và Metro Boomin, được cho là lời công kích nhắm vào Drake và J. Cole vì bài nhạc hợp tác "First Person Shooter" của họ. Drake đáp trả bằng đĩa đơn "Push Ups" và ca khúc sau đó đã bị gỡ xuống "Taylor Made Freestyle". Lamar tiếp tục phản pháo qua hai bài hát "Euphoria" và "6:16 in LA".
Chỉ vài giờ sau khi "6:16 in LA" được phát hành, Drake đã đáp trả bằng đĩa đơn "Family Matters", trong đó anh cáo buộc Lamar ngược đãi bạn gái Whitney Alford và tuyên bố rằng một trong hai đứa con của Lamar là con ruột của Dave Free, người cộng sự đầy sáng tạo của anh. Chưa đầy một tiếng sau, Lamar đáp trả bằng "Meet the Grahams", miêu tả Drake là một kẻ xâm hại tình dục và điều hành đường dây mại dâm trong biệt thự Embassy ở Toronto, đồng thời tiết lộ Drake có một đứa con gái bí mật. Đến ngày 4 tháng 5 năm 2024, Lamar bất ngờ phát hành "Not Like Us" chỉ 14 tiếng sau khi "Meet the Grahams" ra mắt. Bài hát chỉ được quảng bá trước đó bởi Anthony "Top Dawg" Tiffith, giám đốc hãng thu âm cũ của Lamar, Top Dawg Entertainment, khi ông đăng dòng trạng thái, "Dot, tôi thấy người chết" trên X (Twitter) hai tiếng trước khi bài hát được nhá hàng. Ảnh bìa của ca khúc là ảnh chụp theo hướng
hình chiếu phối cảnh góc nhìn cao từ Google Maps với mười ba dấu đỏ trên nóc biệt thự của Drake tại Toronto, ám chỉ sự hiện diện của mười ba kẻ tội phạm tình dục đã đăng ký.
Giống như các sản phẩm trước của Lamar trong mối thù này, "Not Like Us" ban đầu chỉ là bản độc quyền trên YouTube trước khi được Interscope Records phân phối lên các nền tảng phát trực tuyến chỉ vài giờ sau. Anh được cho là đã tạm gỡ bản quyền trong một thời gian ngắn, cho phép công chúng sử dụng tự do bài hát kể cả cho mục đích thương mại. Ngày 10 tháng 5 năm 2024, Universal Music đã quảng bá bài hát trên sóng phát thanh ở Ý. Đến ngày 11 tháng 7 năm 2024, một bản mashup giữa bản phòng thu và màn biểu diễn trực tiếp từ The Pop Out: Ken & Friends đã được phát sóng trên các đài phát thanh ở California.

## Sáng tác
Xuyên suốt bài hát, Lamar cáo buộc Drake về hành vi không phù hợp đối với trẻ em và gọi anh là một "kẻ ấu dâm có chứng chỉ" (nói đến album Certified Lover Boy của Drake).
Lamar xem Drake như một "người xâm lược" bóc lột các nghệ sĩ tại Atlanta như Future, Lil Baby, 21 Savage và họa sĩ khác để thu lợi nhuận và danh tiếng. Anh cũng cho rằng Drake có quan hệ tình dục với vợ của Lil Wayne trong khi Wayne đang bị giam giữ và kêu gọi một đối tác của Drake "có hồ sơ và đặt dưới giám sát khu phố" ("registered and placed on neighborhood watch") như một kẻ ấu dâm.

## Bìa bài hát
Bìa bài hát minh họa một hình chiếu phối cảnh góc nhìn cao của nhà Drake tại Toronto, được biết đến là "Đại sứ quán", với "biểu tượng bản đồ chú thích tội phạm tình dục".